# كامفروج
كامفروج هو برنامج للدردشة المرئية والمراسلة الفورية، تم إنشاؤه بواسطة Camshare في أكتوبر 2003. وهو تسمح للأشخاص بمقابلة الآخرين في جميع أنحاء العالم في دردشة الفيديو والعثور على شركاء في غرف الدردشة. يمكن لمستخدمي Camfrog الذين لديهم اتصالات عبر الإنترنت ذات النطاق العريض استضافة غرف الدردشة المرئية الخاصة بهم وإدارتها. يسمح برنامج Camfrog Server للمستخدمين باستضافة غرف الدردشة المرئية بناءً على اهتمامات المستخدمين. في عام 2008 ، قدم Camfrog هدايا افتراضية. في 19 أكتوبر 2010 ، أعلن أن Paltalk اكتسبت Camfrog. في عام 2015،أعلنت شركة Camfrog عن إدخال برنامج جديد يسمى Ribbit ، والذي يسمح للناس بمقابلة الآخرين من خلال تمرير مقاطع الفيديو الحية.
تحدث أكثر من 150 ألف مكالمة صوتية وفيديو و 72 سنة من مشاهدة الفيديو يوميًا.